# Cristià August I de Schleswig-Holstein-Sonderburg-Augustenburg
Cristià August I de Schleswig-Holstein-Sonderburg-Augustenburg (en danès Christian August 1 af Slesvig-Holsten-Sønderborg-Augustenborg) va néixer a Augustenborg (Dinamarca) el 4 d'agost de 1696 i va morir a Sonderborg el 20 de gener de 1754. Era fill del gran duc Frederic Guillem de Schleswig-Holstein-Sonderburg-Augustenburg (1668-1714) i de la comtessa Sofia Amàlia d'Ahlefeldt (1675-1741).
Va succeir el seu oncle Ernest August mort sense descendència el 1731. Anteriorment havia set governador de l'illa d'Als, general d'infanteria i el coronel de la guàrdia reial de Dinamarca.

## Matrimoni i fills
El 21 de juliol de 1720 es va casar a Kalundborg amb Frederica Lluïsa de Danneskiold-Samsøe (1699-1744), filla de Cristià de Gyldenlove-Samsoe (1674-1703) i de Carlota Amàlia Gyldenlove (1682-1699). El matrimoni va tenir set fills:
- Frederic Cristià (1721-1794), casat amb Carlota Amàlia de Schleswig-Holstein-Sonderburg-Plon (1744-1770).
- Emili August (1722-1786)
- Cristià Ulric, nascut i mort el 1723.
- Sofia Carlota (1725-1752)
- Cristiana Ulrica (1727-1794)
- Sofia Magdalena (1731-1799)
- Carlota Amàlia (1736-1815)